# Metal Storm (videojuego)
Metal Storm es un videojuego de acción-plataformas desarrollado por Tamtex y publicado por Irem para Nintendo Entertainment System.
La historia tiene lugar en 2501, cuando un arma láser en un puesto avanzado de defensa en Plutón no funcionó correctamente y comenzó a destruir el Sistema Solar. El jugador asume el papel del M-308 Gunner, que irrumpe en la base de la defensa para activar el sistema de autodestrucción antes de que la pistola láser destruya la Tierra. El M-308 está equipado con un dispositivo de control de la gravedad que permite al jugador voltear entre el suelo y el techo, una característica principal del juego. Metal Storm recibió críticas positivas de publicaciones de juegos.

## Jugabilidad
Metal Storm es un juego de plataformas de acción que presenta seis etapas con dos actos cada una, y una etapa final de carrera rápida.
El jugador asume el papel del M-308 Gunner, un robot de combate de uso múltiple con un dispositivo de control de la gravedad especialmente equipado. Al presionar los botones «arriba» y «saltar» al mismo tiempo, el jugador puede voltear la tapa del piso al techo y viceversa. Otros juegos incluyen una jugabilidad de «gravedad inversa», como Mega Man 5 y Strider, pero Metal Storm es uno de los pocos juegos que se construyen en torno a este concepto.
El jugador también está equipado con un arma para destruir enemigos. El jugador puede recoger varios power-ups incluyendo un potenciador de potencia para el arma, un escudo y una habilidad de bola de fuego para cuando se lanza la gravedad. Cuando finaliza una etapa, se proporciona una contraseña que guarda la puntuación, las armas especiales y el número de vidas restantes.

## Trama
En el año 2501, la humanidad ha colonizado el sistema solar, pero no todo está bien. En un puesto de avanzada de defensa en Plutón, una pistola láser controlada por robot construida para proteger a la Tierra de invasores alienígenas ha comenzado a funcionar mal. Se ha vuelto contra la raza humana, y ha comenzado a destruir el sistema solar. Más recientemente, la gente de la Tierra vio impotente cómo Neptuno fue destruido. Los intentos de activar el sistema de autodestrucción de la estación han fallado. En un último esfuerzo de zanja, el jugador debe asaltar la base de Plutón con el armamento más sofisticado disponible, el Artillero M-308, y habilitar el dispositivo de autodestrucción. Después de que el jefe final sea destruido, los líderes de la Tierra otorgan la inmortalidad del artillero M-308, con el deber de proteger a la humanidad de amenazas futuras.

## Lanzamiento
Fue lanzado en América del Norte en febrero de 1991 y en Japón el 24 de abril de 1992. Nintendo Power proporcionó una cobertura sustancial de Metal Storm. Cuando se lanzó el juego, uno de sus temas incluyó el juego en su portada y una guía de estrategia de 12 páginas.

## Recepción
Famitsu le dio al juego una puntuación de 24 de 40. Nintendo Power incluyó a Metal Storm entre una serie de juegos que llamaron "Unsung Heroes of the NES". Ellos complementaron el ingenioso control del juego, el diseño del jefe y el nivel de desafío. Ellos culparon a la baja distribución por su falta de popularidad, y se refirieron a sí mismos como el mejor soporte de marketing que el juego haya recibido.
IGN clasificó a Metal Storm como el número 46 en su lista de los 100 mejores juegos de NES. Llamaron al juego un "tour de force" desde una perspectiva técnica, llevando a la NES a sus límites técnicos mediante el uso de técnicas de animación avanzada y de paralaje avanzado. 1UP.com incluyó el juego en su lista de "Gemas ocultas" para el NES, y elogió el truco de "gravedad inversa", que dicen agrega desafío y hace que el juego sea único. También dijeron que el juego es bastante difícil y bastante corto.